# Халід Бутаїб
Халід Бутаїб (араб. خالد بوطيب, нар. 24 квітня 1987, Баньоль-сюр-Сез) — французький і марокканський футболіст, нападник єгипетського клубу «Замалек» і національної збірної Марокко.

## Клубна кар'єра
У дорослому футболі дебютував 2006 року виступами за команду шостого французького дивізіону «Баньоль-Пон», з рідного Баньоль-сюр-Сез, в якій провів один сезон. Згодом грав у п'ятому і четвертому дивізіонах першості Франції за «Юзес» та той же «Баньоль-Пон».
Сезон 2012/13 вже грав за «Юзес» у третьому дивізіоні, з якого був відданий до оренди до друголігового «Істра» (за який провів лише один кубковий матч). Його помітили представники друголігового «Люзенака», до якого він приєднався влітку 2013 року і де провів один сезон.
З 2014 року два сезони захищав кольори «Газелека», якому у першому з них допоміг вийти до Ліги 1, де й дебютував у сезоні 2015/16. Щоправда, «Газелек» в еліті французького футболу не затримався і за результатами того сезону понизився у класі.
З 2016 року один сезон захищав кольори команди клубу «Страсбур», з яким уклав однорічний контракт на правах вільного агента. Провів за «Страсбур» один сезон, відзначаючись високою результативністю, — 20 голів у 34 матчах чемпіонату, чим допоміг команді здобути перемогу у Лізі 2 і здобути підвищення у класі.
Влітку 2017 року Бутаїб не подовжив контракт зі «Страсбуром», натомість приєднався до турецького клубу «Єні Малатьяспор». У січні 2019 перейшов до єгипетського «Замалека».

## Виступи за збірну
2016 року дебютував в офіційних матчах у складі національної збірної Марокко.
У складі збірної був учасником Кубка африканських націй 2017 року у Габоні. У травні 2018 року був включений до заявки національної команди на тогорічний чемпіонат світу в Росії.